# Trittico del Giudizio universale, Ascensione e Pentecoste
Il Trittico del Giudizio Universale, Ascensione e Pentecoste è un dipinto, tempera su tavola (pannello centrale 55x38 cm), di Beato Angelico, databile al 1450-1455 circa e conservato nella Galleria nazionale di Palazzo Corsini a Roma.

## Caratteristiche
Il trittico comprende, da sinistra, l'Ascensione, il Giudizio Universale e la Pentecoste. Il pannello centrale ricorda da vicino la tavola dipinta per Santa Maria degli Angeli 1431 circa), con un'analoga composizione che vede Cristo giudice in alto attorniato da santi, e in basso i beati ed i dannati separati da una fila di sepolcri scoperchiati (una fila sola) che si dispongono in prospettiva verso lo sfondo.
La datazione tarda è giustificata da alcune analogie con l'opera chiave dell'ultimo periodo dell'artista, l'Armadio degli Argenti. In particolare la figura della donna tormentata dal demonio sulla destra è in stretta relazione con una figura della Strage degli Innocenti dell'Armadio, mentre il Cristo ha una posa eloquentemente retorica che riprende il Cristo Giudice nella volta della Cappella di San Brizio a Orvieto (1447).

## Altre immagini

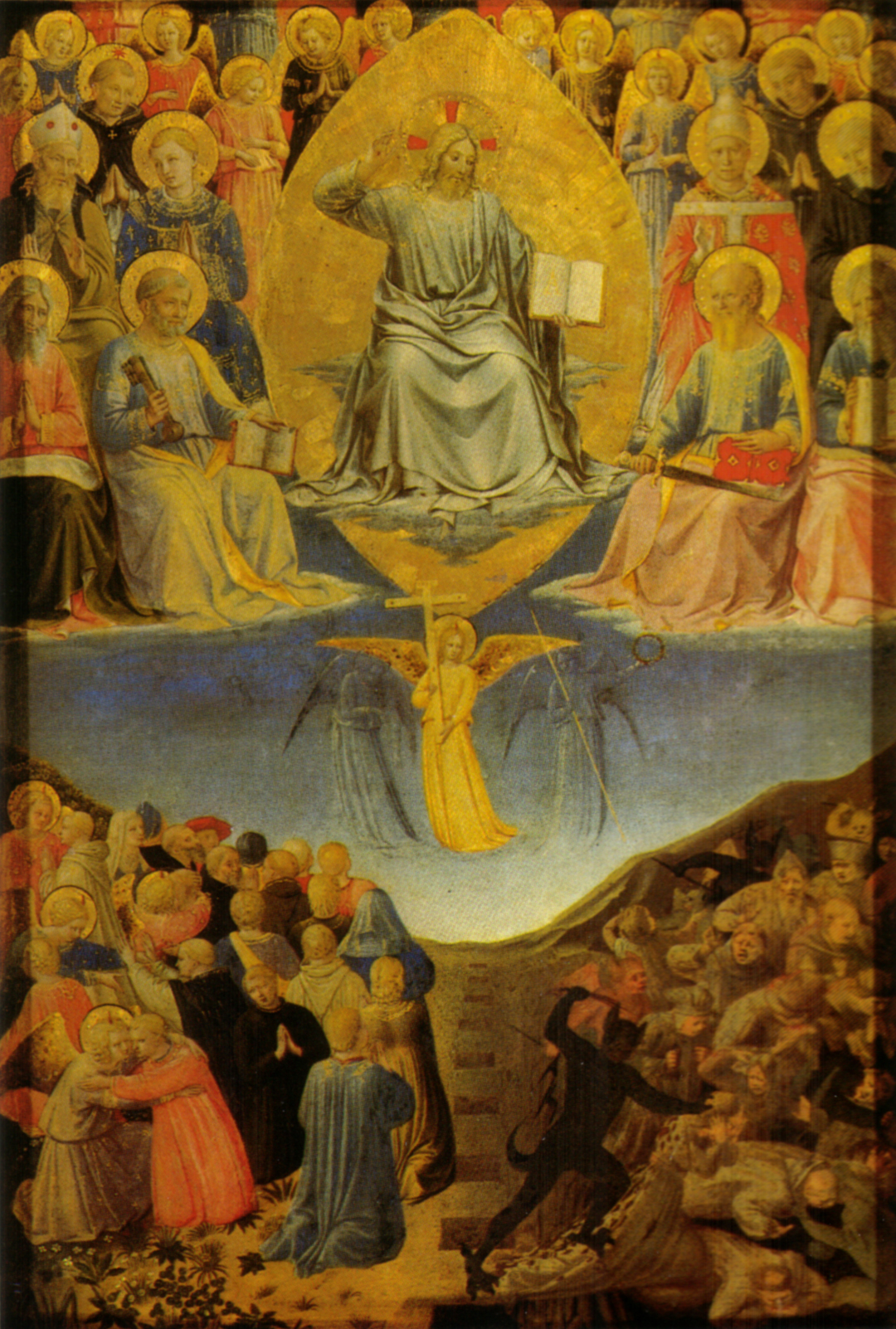
Giudizio Universale, pannello centrale del Trittico